# Ирски устанак (1641)
Ирски устанак (1641) био је побуна ирских и енглеских католика у Ирској против насељавања енглеских и шкотских протестаната и њихове доминације у државној управи Ирске. Овај устанак био је један од непосредних узрока енглеског грађанског рата. Устанак је био дугорочна последица политике енглеских владара из династије Тјудора (1509-1603) и Стјуарта (1603-88), који су Ирску агресивно насељавали протестантима из Енглеске и Шкотске.

## Позадина
Од средине 16. века (тј, од почетка реформације у Енглеској), земља у Ирској је постепено одузимана од ирских земљопоседника у корист досељеника из Енглеске, и створио се "зачарани круг" у коме је свака побуна против енглеске власти (и одузимања земље) кажњавана новим одузимањем поседа од побуњеника. Провинција Манстер густо је колонизована Енглезима после 1580. након гушења Дезмондових побуна (енгл. Desmond Rebellions1569-73 и 1579-83). Хју О'Нил, гроф од Тајрона (енгл. Hugh O'Neill, Earl of Tyrone) одупирао се енглеском насељавању у Алстер пуних 9 година (1594-1603). 1607. О'Нил и други ирски великаши из Алстера напустили су Ирску у намери да се врате са шпанском војском: никада се нису вратили и Алстер је масовно колонизован. Краљ Џејмс I (1603-25) владао је Енглеском и Шкотском, па је насељавање Алстера постало заједнички британски подухват, са бар половином досељеника из Шкотске.
Расељавање домаћих Ираца ишло је заједно са прогоном католичке цркве у Ирској: енглески протестанти држали су сву власт у Ирској, док су католици били искључени из државне службе. Ирски парламент потчињен је енглеском Парламенту још у 15. веку (енгл. Poynings' Law), а у 17. веку избори су били намештени у корист енглеских, шкотских и ирских протестаната, који су тако добили већину у ирском Парламенту. Међутим, већина Ираца остала је католичка, као и "староенглеска" аристократија, која је живела у Ирској још од 12. века.
Сурова управа сер Томаса Венворта, грофа Стафорда (енгл. Sir Thomas Wentworth), краљевског намесника Ирске (1632-40) отуђила је све слојеве становништва у Ирској. Стафорд је покушавао да подигне краљевске приходе и сломи католичко племство у Ирској, конфискујући имања ирских католика под било каквим изговором и планирајући масовну колонизацију провинција Конот и Ленстер. Иако је опозван 1640, његова политика настављена је под његовим наследницима.

## Устанак

### Католичка завера
Током 1641. непријатељство Ираца и протестантских досељеника погоршало се због лоше жетве; охрабрени отпором Шкота енглеској власти у бискупским ратовима (1639-40), Рори О'Мур, лорд Конор Мегвајер, Хју МекМахон и сер Фелим О'Нил су у септембру са другим незадовољним ирским католицима сковали заверу да заштите своје интересе и поврате одузета имања. Завереници су планирали да изненадним нападом заузму неколико кључних градова и утврђења, а затим преговарају са енглеским властима. 
22. октобра 1641. мање групе ирских устаника под командом Фелима О'Нила напале су више слабо брањених владиних утврђења у Алстеру: устаници би ушли прерушени, а затим би савладали стражаре и заробили официре. Устаници су тако освојили тврђаве Шарлемон, Монтџој, Дангенон и друге. Међутим, устаници у Даблину откривени су издајом: Мегвајер и МекМахон су ухапшени (и погубљени у Лондону 1645), док је Рори О'Мур успео да побегне.

### Ширење устанка
Неуспех устаника да заузму Даблин претворио је планирани државни удар без крвопролића у отворени рат. Иако је сер Фелим О'Нил издао проглас у коме устаници изражавају верност енглеском краљу, озлојеђеност Ираца у Алстеру према досељеницима брзо је довела до експлозије насиља: протестанти су убијани на све стране, куће су им паљене и имовина пљачкана. У познатом покољу у селу Портадаун (округ Арма), новембра 1641, око 100 људи, жена и деце је побацано са моста и утопљено у реци Бан. 
За неколико дана, већи део јужног Алстера (окрузи Тајрон, Арма и Даун) био је у рукама устаника. У новембру, устанак је захватио Ленстер и Дрогеда је опседнута. Краљ Чарлс I именовао је Џемса Батлера, грофа Ормонда за заповедника енглеске војске у Ирској, али трупе послате да ослободе Дрогеду потукао је Рори О'Мур код Џулијанстона у округу Мид 29. новембра 1641. До пролећа 1642. побуна је захватила читаву Ирску.

### Реакција у Британији
Хиљаде протестантских досељеника побијене су од устаника, а многи су избегли у Енглеску. Извештаји о масакрима брзо су се раширили Енглеском и Шкотском и пробудили страх од међународне католичке завере. У енглеском Парламенту, Џон Пим, вођа опозиције, окривио је краљеве министре за заверу са побуњеницима у Ирској и предложио да се краљу не сме дати контрола над војском која ће гушити устанак. Сер Фелим О'Нил ојачао је опозицију тако што је објавио лажно краљевско наређење, којим се Ирцима наређује да устану против Парламента. У пркос краљу, Парламент је подигао сопствену војску (енгл. Militia Bill) и у марту 1642. обећао земљу у Ирској свима који дају прилоге за опремање војске (енгл. Adventurers Act). У међувремену, парламент Шкотске послао је 10.000 војника у Алстер да заштите протестантске насељенике.

## Ирска конфедерација
У мају 1642. католичко свештенство Ирске организовало је национални синод у Килкенију у Ленстеру, како би ставило устанак под контролу и ујединило Ирску против протестантских освајача. Са представницима ирског племства и "староенглеске" католичке аристократије, синод је у октобру прерастао у Генералну Скупштину Кофедерације (енгл. Confederate General Assembly) састављену од горњег (племство и свештенство) и доњег дома (ситна властела). У новембру је изабран Врховни Савет Конфедерације (енгл. Supreme Council) од 24 члана (по 6 из сваке од четири провинције Алстер, Ленстер, Манстер и Конот) под председништвом Ричарда Батлера, грофа Монгарета, као привремена влада Ирске (док краљ не реши свој сукоб са енглеским Парламентом). Конфедерација је изјављивала верност краљу Чарлсу, али је успоставила сопствену војну и цивилну власт и упутила посланике у Париз, Мадрид и Ватикан, са задатком да траже војну помоћ и убеде ирске најамнике у страној служби да се врате у домовину, пошто је устанак, са избијањем Првог енглеског грађанског рата (1642-47) прерастао у Ирски рат (1641-53). У међувремену, образоване су 4 регионалне војне команде (Алстер, Ленстер, Манстер и Конот).